# Toxocara pteropodis
Toxocara pteropodis je škrkavkovitá hlístice z čeledi Toxocaridae parazitující u kaloňů z rodu Pteropodis. Vyskytuje v Austrálii, Oceánii a jihovýchodní Asii. Dospělí červi měří až 15 cm a lokalizují se ve střevě, přičemž larvy se mohou během migrace dostat do různých orgánů, zejména jater. Byly popsány případy úhynu kaloňů v důsledku infekce T. pteropodis, kdy u uhynulých jedinců byla zjištěna totální neprůchodnost žlučových cest. Jedná se tak o jediný druh z rodu Toxocara, jehož dospělí jedinci se mohou vyskytovat v žlučníku či žlučovodech.